# Sito archeologico di Pianara
Il Sito archeologica di Pianara è un sito archeologico cui afferiscono resti di un centro abitato ritrovato sul colle Monte Pianara, che sovrasta l'abitato di Fondi in provincia di Latina. L'ipotesi è che si possa trattare dei resti dell'antica città scomparsa di Amyclae.

## Scavi
Nel 2006, due docenti dell'Università di Bologna e della Seconda Università di Napoli (Lorenzo Quilici e Stefania Quilici Gigli), hanno condotto ricerche su una collina immediatamente sovrastante Fondi, il monte Pianara: la vetta dista dal centro storico della cittadina laziale solo 2,5 km in linea d'aria e raggiunge rapidamente l'altitudine di 320 m s.l.m., con fianchi piuttosto ripidi. Sulla sommità del monte sono stati rinvenuti imponenti resti di un'estesa città e numerose coincidenze con i testi delle fonti antiche hanno portato ad ipotizzare che il sito potesse essere identificato con Amyclae.
Nel 2023 il sito è stato indagato da un team composto da membri dell'Università di Pavia e dell'Università di Siena. Tra i reperti, tegole e utensili che sono stati datati ad un periodo compreso tra il IV e III secolo a.C., un frammento di alabastron, un vaso utilizzato in antichità per la conservazione d'olio, profumi o oli da massaggio, in pastra vitrea di fattura orientale, il cui ritrovamento apre a diverse ipotesi sull'origine e rilevanza dell'abitato.

## Descrizione
Sulla cima del monte si conservano tratti di una cinta di mura poligonali per una lunghezza di circa 2,7 km e in alcuni tratti alte ancora fino a 4,5 m. La città scoperta si estendeva presumibilmente per circa 33 ettari e sembra essere fiorita tra il VI e il IV secolo a.C.. Controllava da una posizione ben difesa la viabilità tra Lazio meridionale e Campania e sarebbe decaduta in seguito all'apertura della via Appia nella sottostante pianura 312 a.C. e del conseguente sviluppo di Fundi-Fondi, a cui si aggiunsero forse gli effetti di un violento terremoto: un tratto della cinta muraria sembra sprofondato in una dolina carsica che si sarebbe formata in seguito all'evento sismico, ed in alcuni tratti i blocchi risultano spostati rispetto alla originaria disposizione. L'urbanistica della città era articolata in terrazzamenti, sostenuti da muri di contenimento sempre in opera poligonale, che scaglionavano i declivi su piani paralleli, sui quali si disponevano le case e le strade.
Secondo altri studiosi (Massimiliano Di Fazio e Maria Cristina Biella) il centro abitato sull'altura di Pianara sarebbe di entità molto più ridotta, e dunque più plausibilmente riconducibile ad un insediamento da attribuire alle popolazioni italiche del luogo, forse i Volsci. Le tradizioni storiche relative ad Amyclae, peraltro, sembrano caratterizzate da più di un elemento mitico, e non è da escludere che in realtà un insediamento greco nel territorio fondano non sia mai esistito se non come creazione storiografica. Questo fenomeno, d'altronde, è ben noto in tutta la penisola italiana, e sono tanti i centri che secondo tradizioni già antiche sarebbero stati fondati da illustri eroi greci oppure troiani reduci dalla famosa guerra di Troia.